# Groenbandspanner
De groenbandspanner (Hydriomena impluviata) is een vlinder uit de familie Geometridae, de spanners. De voorvleugellengte bedraagt tussen de 13 en 16 millimeter. De soort komt verspreid over het Palearctisch gebied voor. Hij overwintert als pop.

## Waardplanten
De groenbandspanner heeft als waardplanten diverse loofbomen, met name els.

## Voorkomen in Nederland en België
De groenbandspanner is in Nederland en België een algemene soort, die verspreid over het hele gebied kan worden gezien. De vlinder kent jaarlijks één generatie die vliegt van eind april tot en met juli.